# My Gift
My Gift è il settimo album in studio della cantante statunitense Carrie Underwood, pubblicato il 25 settembre 2020 dalla Capitol Records Nashville.

## Pubblicazione
Carrie Underwood ha annunciato My Gift nel giugno 2020, rivelandone la copertina il 27 agosto successivo. Il progetto discografico ha visto la produzione di Greg Wells e David Campbell come direttore d'orchestra.

## Promozione
Il 24 settembre 2020 la cantante è apparsa al Today Show per promuovere il disco. Sarà inoltre supportato da uno speciale natalizio, in uscita a fine 2020 su HBO Max, di cui è anche produttrice esecutiva.
Il singolo Hallelujah con John Legend è stato inviato alle radio Adult Contemporary il 13 novembre 2020. I due cantanti si sono esibiti a The Voice US, dove Legend ricopre il ruolo di coach.

## Accoglienza
| Recensione              | Giudizio |
| ----------------------- | -------- |
| AllMusic                |          |
| Knoxville News Sentinel |          |
| Vinyl Chapters          |          |
| Notre Dame Observer     |          |
| The Observer            |          |

Stephen Thomas Erlewine di AllMusic ha definito l'album un «colpo di scena maestoso e cupo» in parte dovuto alla produzione di Greg Wells, scrivendo che l'album «procede a ritmo costante, adornato con pochissime campane e suoni fastosi, una scelta che nei brani aiuta a mettere in evidenza come Underwood scelga di cantare materiale principalmente a tema religioso». Tom Cramer di The Eastern Echo ha dato una recensione positiva, scrivendo che «porterà all'ascoltatore il dono della contemplazione: contemplare quale sia il vero significato del Natale, cosa sia realmente necessario per celebrare il Natale durante una pandemia», lodando anche il duetto con John Legend, dicendo che «sarebbe spettacolare se riuscissero ad eseguire questa canzone insieme dal vivo».
Emily Simpson, per il sito Vinyl Chapters, ha definito il duetto tra Underwood e Legend «un brano di spicco», scrivendo che «in un anno decisamente non tradizionale, Carrie Underwood ha mantenuto una tradizione musicale con questo album» e afferma che il disco «offre momenti di gioia e di unità, una piccola dose di allegria natalizia che tutti hanno bisogno di sentire». Sophia Michetti, recensendo l'album per The Observer apprezza particolarmente il brano Little Drummer Boy, affermando che «quando ho iniziato ad ascoltare questa canzone, non c'era niente di particolarmente speciale; [...] È una bella canzone, ma non mi aspettavo che fosse nella lista dei miei preferiti», ma di aver cambiato opinione «quando il figlio di cinque anni della cantautrice, Isaiah, ha cantato la seconda serie di versi. Il mio cuore si è sciolto, rendendola meritevole di molti più ascolti».
Stilando la classifica dei 20 album natalizi del 2020, The New York Times, descrive l'album come «Il primo album natalizio di musica country si aspetta pieno di promesse, con ballate ritmate e inni esaltanti; [...]  eppure My Gift è placido, leggero sul melodramma, con una Underwood trattenuta, ma in fondo bello».

## Tracce
1. Joyful, Joyful We Adore Thee – 4:07
2. O Come, All Ye Faithful – 4:13
3. Let There Be Peace – 3:31
4. The Little Drummer Boy (feat. Isaiah Fisher) – 4:37
5. Sweet Baby Jesus – 3:22
6. Hallelujah (feat. John Legend) – 3:35
7. O Holy Night – 4:18
8. Mary, Did You Know? – 4:10
9. Have Yourself a Merry Little Christmas – 3:16
10. Away in a Manger – 3:48
11. Silent Night – 3:13

## Successo commerciale
My Gift ha debuttato all'8ª posizione della Billboard 200 con 43 000 unità, di cui 41 000 vendite digitali, diventando l'ottava top ten consecutiva di Carrie Underwood in classifica. Ha inoltre esordito in vetta alla Top Country Albums, Top Holiday Albums e Top Christian Albums; nella prima classifica ha segnato l'ottavo disco numero uno consecutivo della cantante e il primo di genere natalizio a riuscirci da Christmas Together di Garth Brooks e Trisha Yearwood del 2016. Otto settimane dopo, nella settimana del giorno del Ringraziamento, è rientrato nella top ten alla 10ª posizione grazie a 65 000 unità, registrando un incremento delle vendite del 63%, per salire alla posizione numero 5 nelle settimane successive.
Nella Billboard Canadian Albums ha debuttato al 42º posto, divenendo il primo album natalizio ad entrare tra le prime cinquanta posizioni nel 2020, per salire alla posizione 35 nelle settimane successive.

## Classifiche
| Classifica (2020)       | Posizione massima |
| ----------------------- | ----------------- |
| Australia               | 98                |
| Canada                  | 35                |
| Regno Unito (Country)   | 1                 |
| Stati Uniti             | 5                 |
| Stati Uniti (Country)   | 1                 |
| Stati Uniti (Christian) | 1                 |
| Stati Uniti (Holiday)   | 1                 |

## Riconoscimenti
Billboard Music Award
- 2021 – Miglior album christian
- 2021 – Candidatura al miglior album country